# انحراف (إحصاء)

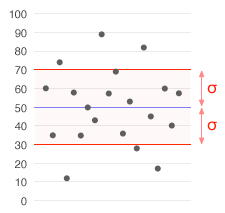

في الرياضيات و الإحصاء، الانحراف هو مقياس للفرق بين قيمة معلومة لمتغير وقيمة أخرى، عادة متوسط ذلك المتغير. إشارة الانحراف (موجبة أو سالبة)، تبين اتجاه ذلك الانحراف (الانحراف موجب عندما تفوق القيمة المعلومة القيمة المرجعية). مقدار القيمة يبين حجم الانحراف.

## الأنواع
الانحراف الذي هو فرق بين قيمة معلومة والقيمة الصحيحة لكمية (كمتوسط مجتمع) هو خطأ و الانحراف الذي هو فرق بين قيمة معلومة و تقدير للقيمة الصحيحة (كمتوسط عينة) هو فُضالة. هذه المفاهيم تطبق على مستويي القياس الفتري والنسبي.

### الانحراف المطلق
في الإحصاء، الانحراف المطلق لعنصر من مجموعة بيانات هو الفرق المطلق بين ذلك العنصر ونقطة معينة. عادة ما يحسب الانحراف من قيمة مركزية، تبنى على نوع من المعدلات، غالباً وسيط أو أحياناً متوسط مجموعة البيانات.
{\displaystyle D_{i}=|x_{i}-m(X)|}
حيث
Di هو الانحراف المطلق،
xi هو عنصر البيانات
و m(X) هو المقياس المختار للنزعة المركزية لمجموعة البينات—أحياناً المتوسط، ولكن غالباً الوسيط.

### التشتت
إحصاءات توزيع الانحرافات تستخدم كمقاييس للتشتت.
- الانحراف المعياري هو مقياس التشتت المستخدم تكراراً: يستخدم الانحرافات المربعة، وله خصائص مرغوبة، لكنه ليس متيناً.
- الانحراف المطلق المتوسط هو مجموع القيم المطلقة للانحرافات مقسماً على عدد القيم.
- الانحراف المطلق الوسيط هو إحصاء متين، يستخدم وسيط، وليس متوسط، الانحرافات المطلقة.
- الانحراف المطلق الأقصى هو إحصاء غير متين بشدة، يستخدم الانحراف المطلق الأقصى.